# Gorni kraj
Gorni kraj (bułg. Горни край) – wieś w Bułgarii, w obwodzie Wielkie Tyrnowo, w gminie Elena. W 2024 roku liczyła 18 mieszkańców.